# The Cat's Meow
The Cat's Meow é um filme de drama histórico de 2001 dirigido por Peter Bogdanovich e estrelado por Kirsten Dunst, Eddie Izzard, Edward Herrmann, Cary Elwes, Joanna Lumley e Jennifer Tilly. O roteiro de Steven Peros é baseado em sua peça do mesmo título, inspirada na misteriosa morte do magnata do cinema Thomas H. Ince que ocorreu no iate de William Randolph Hearst durante um cruzeiro de fim de semana comemorando o aniversário de Ince em novembro de 1924. Entre os presentes estavam a companheira de longa data e atriz de cinema Marion Davies, o ator Charlie Chaplin, o escritor Elinor Glyn, a colunista Louella Parsons e a atriz Margaret Livingston. O filme fornece uma avaliação especulativa sobre a maneira pouco clara da morte de Ince.
Co-produção internacional entre os Estados Unidos, o Reino Unido e a Alemanha, o The Cat's Meow foi filmado principalmente na Grécia, que serviu de substituto para o litoral sul da Califórnia. O filme estreou no Festival Internacional de Cinema de Locarno em 2001 e foi lançado nos Estados Unidos pela Lionsgate em abril de 2002. Ele arrecadou US $ 3,6 milhões em todo o mundo e recebeu críticas bastante favoráveis dos críticos de cinema.

## Roteiro
Em 15 de novembro de 1924, várias pessoas embarcaram no iate de luxo Oneida em San Pedro, Califórnia, incluindo seu proprietário, o magnata da publicação William Randolph Hearst, e sua amante, estrela de cinema mudo Marion Davies; o magnata do cinema Thomas H. Ince, cujo aniversário é o motivo do cruzeiro de fim de semana, e sua amante, a atriz Margaret Livingston (que interpretaria "a mulher da cidade" no filme Sunrise of A Humanity: A Song of Two Humans, de FW Murnau, por três anos. mais tarde); estrela de cinema internacional Charlie Chaplin; o escritor inglês Elinor Glyn; e Louella Parsons, crítica de cinema da New York American, da Hearst.
Vários dos participantes das festividades do fim de semana estão em uma encruzilhada em suas vidas e / ou carreiras. Chaplin, ainda lidando com o fracasso crítico e comercial de A Woman of Paris e os rumores de que ele engravidou Lita Gray, de 16 anos (que apareceu em seu filme The Kid), está no meio da preparação de The Gold Rush. Davies deseja aparecer em uma comédia pastelão, e não nos dramas sombrios de traje aos quais Hearst a manteve confinada. O estúdio de cinema homônimo de Ince está em apuros financeiros, então ele espera convencer Hearst a contratá-lo como parceiro da Cosmopolitan Pictures. Parsons gostaria de se mudar da Costa Leste para Hollywood mais glamourosa.
Suspeitos de Hearst Davies e Chaplin se envolveram em um caso, uma suspeita compartilhada por Ince, que busca provas de que ele pode apresentar a Hearst para obter favores com ele. No cesto de papéis da cabine de Chaplin, Ince descobre uma carta de amor descartada para Davies e a embala com planos de produzi-la em um momento oportuno. Quando ele finalmente o faz, Hearst fica furioso. Sua raiva aumenta ainda mais quando ele encontra um broche que ele havia dado a Davies na cabine de Chaplin. Hearst conclui que foi perdido lá durante uma ligação romântica e vasculha o quarto de Marion para obter mais evidências.
Armado com uma pistola, Hearst procura Chaplin no iate no meio da noite. Ince, enquanto isso, encontra Davies e os dois se sentam e conversam com Ince usando um chapéu que Chaplin usava. Davies explica a Ince seu amor por Hearst e seu arrependimento em um caso anterior com Chaplin. Ela afirma: "Eu nunca o amei", assim como Hearst chega atrás deles. Pensando que Davies está se referindo a ele, e confundindo Ince com Chaplin, um Hearst ciumento atira em Ince. O ataque é testemunhado por Parsons, que ouviu barulhos e foi investigar.
Hearst arranja para atracar em San Diego e pedir que uma ambulância leve o Ince moribundo para casa. Ele telefona para a esposa do homem ferido e diz que Ince tentou se suicidar quando Livingston tentou terminar o caso, garantindo que a verdade não chegaria à mídia. Para o resto de seus convidados, ele anuncia que a úlcera de Ince explodiu e exigiu atenção médica imediata. Davies, é claro, sabe a verdade e confia em Chaplin. Também armado com esse conhecimento está Parsons, que garante a Hearst que seu segredo estará seguro em troca de um contrato vitalício com a Hearst Corporation, preparando assim as bases para sua longa carreira como uma das mais poderosas colunistas de fofocas de Hollywood.
Depois de ver Ince fora, Hearst confronta Davies e Chaplin. Ele é repreendido por Chaplin, que espera que Davies se junte a ele. Hearst, no entanto, desafia Chaplin a garantir a Davies que ele pode prometer-lhe uma vida feliz. Quando Chaplin não responde, Hearst informa a Chaplin sobre o voto de silêncio que ele e os outros convidados fizeram para manter em segredo as atividades do fim de semana. Chaplin se desespera ao perceber que o assassinato fortaleceu o amor de Davies por Hearst.
O filme termina com os convidados saindo do funeral de Ince, enquanto Glyn relata o que aconteceu com eles:
- Livingston estrelou vários filmes de sucesso e seu salário "inexplicavelmente" passou de US $ 300 para US $ 1000 por filme.
- Davies estrelou mais filmes de Hearst antes de finalmente poder participar de uma comédia The Hollywood Revue de 1929, que foi (como Chaplin previu) um sucesso. Ela ficou ao lado de Hearst até sua morte em 1951.
- Chaplin se casou com sua amante adolescente, Lita Gray, no México e seu filme The Gold Rush foi um sucesso esmagador.
- Parsons trabalhou para Hearst por muitos anos e posteriormente se tornou uma das escritoras de maior sucesso na história do jornalismo americano.

Tom Ince foi amplamente esquecido após os eventos de sua morte. Poucos jornais relataram isso, nenhuma ação policial foi tomada e, de todas as pessoas a bordo, apenas uma foi interrogada. Conclui-se que em Hollywood, "o lugar ao largo da costa do planeta Terra", não existem dois relatos da história iguais.

## Elenco
- Kirsten Dunst é Marion Davies
- Edward Herrmann é William Randolph Hearst
- Eddie Izzard é Charlie Chaplin
- Cary Elwes é Thomas H. Ince
- Joanna Lumley é Elinor Glyn
- Jennifer Tilly é Louella Parsons
- Claudia Harrison é Margaret Livingston
- James Laurenson é Dr. Daniel Goodman
- Ronan Vibert é Joseph Willicombe
- John C. Vennema é Frank Barham
- Ingrid Lacey é Jessica Barham
- Victor Slezak é George Thomas
- Chiara Schoras é Celia
- Claudie Blakley é Didi
- Steven Peros é Elinor's driver

## Produção

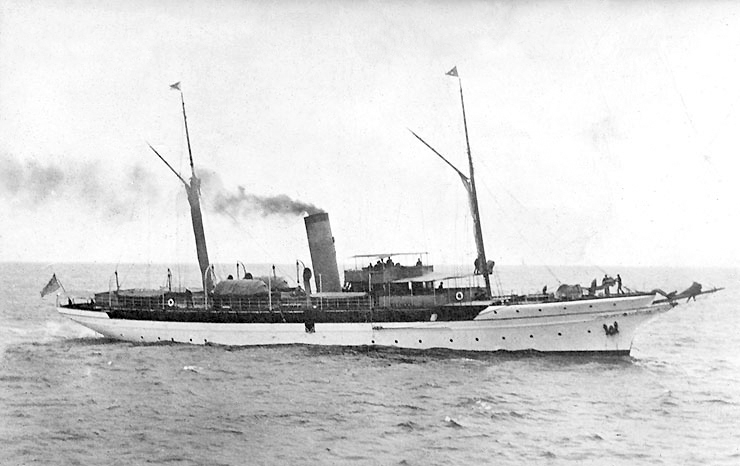
The Oneida, na edição de julho de 1916 do jornal sobre iates The Rudder

### Elenco
Peter Bogdanovich colocou Kirsten Dunst no papel de Marion Davies, pois ela "sempre quis fazer uma história dos anos 20". Ela tem um rosto maravilhoso de época, fica ótima nessas roupas e tem grandes instintos". No papel de William Randolph Hearst, um ator diferente foi escalado, mas Edward Herrman substituiu o ator sem nome depois que ele desistiu do filme. Eddie Izzard, que Bogdavonich vira realizando comédia stand-up (e que era conhecido principalmente como comediante) recebeu o papel de Charlie Chaplin, pois Bogdavonich achava que suas sensibilidades cômicas eram compatíveis com o personagem de Chaplin, que ele era um ator cômico. Cary Elwes foi escalada como Thomas Ince,  enquanto Joanna Lumley obteve o papel da romancista Elinor Glyn.  Jennifer Tilly foi escalada como Louella Parsons, a jornalista franca e intrometida a bordo do iate,  e foi oferecido o papel de Bogdanovich, que agiu oposto Tilly no filme de 1997 de televisão Bella Mafia.

### Filmagens
Embora ambientada na Califórnia, as filmagens de The Cat's Meow foram realizadas no litoral da Grécia e em Berlim, na Alemanha. Bogdanovich queria gravar o filme em preto e branco para capturar a sensação da era do silêncio, mas os chefes de estúdio se opuseram. (Cenas em preto e branco do funeral de Ince, assemelhando-se a imagens antigas de um noticiário, estão disponíveis como suporte para o filme). Para compensar, o diretor ordenou que a estilista Caroline de Vivaise vestisse o elenco apenas em preto e branco. Com apenas algumas semanas para se preparar antes do início das filmagens, ela recorreu às compras de roupas usadas em lojas de segunda mão. Bogdanovich concordou com seu pedido para ter um pouco de prata e ouro nas roupas, quando muitas das peças que encontrou foram enfeitadas com essas cores.
O navio usado para representar o Oneida era na verdade o Marala. Ela foi originalmente chamada Evadne, o iate particular de Charles Fairey, da Fairey Aviation, e patrulhava as abordagens às Bermudas e seu estaleiro naval real, durante a Segunda Guerra Mundial, como HMS.

### Crítica
No Rotten Tomatoes, o filme tem uma pontuação de 74%, com base em críticas de 125 críticos.
A. O. Scott, crítico de cinema do New York Times, chamou o filme de "uma imagem modesta e contida, tão pequena e satisfatória quanto um dos melhores esforços recentes de Woody Allen . Há pouco para distingui-lo visualmente de um drama histórico feito por cabo. Observamos os eventos a uma distância educada, em vez de mergulharmos no turbilhão da decadente vida da era do jazz. Os movimentos suaves da câmera nunca dissipam a sensação de que estamos assistindo uma peça filmada. Mas o Sr. Bogdanovich ... mostra sua maestria em seu trabalho com os atores, que transformam a tradição empoeirada de Tinseltown em um entretenimento emocionante e emocionante ".
"Além de sua teoria sobre a morte equivocada de Ince e seu encobrimento, a teoria mais intrigante do filme é que Parsons testemunhou, o que pode explicar seu contrato vitalício com os jornais Hearst", escreveu Roger Ebert, do Chicago Sun-Times . "O filme é sombriamente atmosférico, com Herrmann sugerindo silenciosamente a tristeza e obsessão sob as gargalhadas avunculares forçadas de Hearst. Dunst é tão bom, a seu modo, quanto Dorothy Comingore em Citizen Kane, ao mostrar uma mulher que é mais leal e afetuosa do que seu amante merece. " 
"De certa forma, Dunst apresenta a performance mais impressionante do filme", escreveu Jonathan Rosenbaum, que considerou o filme imperdível. "O que há de mais magro na direção de Bogdanovich é o detalhe cumulativo, que acrescenta complexidade aos personagens incidentais e centrais. Ele tem uma maneira graciosa de mudar os pontos de vista de um personagem para outro e um senso de período não persistente, mas principalmente persuasivo. ... Essa imagem pode ser considerada uma conquista mais impressionante do que muitas de suas primeiras fotos. Mas fala com uma voz mais calma, e o que diz parece substancialmente mais pessoal e atencioso. " 
No San Francisco Chronicle, Mick LaSalle declarou: "Bogdanovich pega um conto da velha Hollywood e infunde velocidade e entusiasmo. Ele evita seus demônios gêmeos, freneticismo e fofura, e oferece sua melhor imagem em anos. . . Seu hábil uso de um único local, seu manuseio inteligente de seu elenco e seu gracioso trabalho de câmera marcam isso como um verdadeiro retorno à forma".
Derek Elley, da Variety, descreveu o filme como "brincalhão e esportivo ... Dunst apresenta seu melhor desempenho até hoje em meio a um elenco mais experiente. Acreditável como uma ingênua mimada e amante de dois homens muito diferentes, Dunst dota um personagem potencialmente leve com considerável profundidade e simpatia".
"Elegante, divertida e inesperadamente tocante, essa peça sobre um assassinato a bordo do iate de William Randolph Hearst representa um retorno estimulante para Peter Bogdanovich", escreveu o crítico de cinema da Rolling Stone Peter Travers. "Dunst, a rainha adolescente de Bring It On e Crazy / Beautiful, é espetacularmente boa, encontrando humor, coração e gravidade surpreendente em um personagem muitas vezes descartado como garimpeiro".
James Christopher, do The Times, escreveu: "O encanto inesperado do filme de Bogdanovich é que ele pinta um cenário social digno de declínio e queda. Seu elenco é comicamente vazio e sem esforço insincero ... Kirsten Dunst é uma provocação maravilhosa como Marion; Eddie Izzard é um Chaplin viril; e Herrmann é hipnótico como o anfitrião apaixonado, mais rico que Deus".
No Los Angeles Times, Kevin Thomas declarou: "Peter Bogdanovich, que conhece sua história de Hollywood provavelmente melhor do que qualquer outro diretor americano, trabalha com o divertido e pungente roteiro de Steven Peros para contar a versão popular da lenda de maneira inteligente e divertida, carregado com detalhes autênticos e convincentes".
"O cruzamento silencioso de Bogdanovich entre close-ups dos personagens ajuda a despojar o filme de suas origens teatrais", escreveu Peter Tonguette no The Film Journal . "A sensibilidade de Bogdanovich em relação a seus personagens e a insistência absoluta de que vemos até os mais gulosos e venenosos entre eles como seres humanos são raras e louváveis, de fato".